# Pierre Noël (militaire)
Pour les articles homonymes, voir Pierre Noël et Noël (homonymie).
Pierre Noël, né le 7 mai 1763 à Rosey (Haute-Saône) et mort le 24 février 1796 à Blain (Loire-Inférieure), est un général français de la Révolution.

## États de service
Il entre en service en août 1776, comme soldat au régiment de Noailles dragons, et il est congédié le 21 août 1780. Il s’engage le 14 mai 1785, aux Gardes françaises, et il est réformé de ce corps le 31 août 1789.
Le 29 juillet 1792, il reprend du service comme lieutenant-colonel en premier, chef du 5e bataillon des fédérés nationaux, et il fait les campagnes de 1792 et 1793, aux armées du Nord et des Ardennes.
Il est nommé chef de brigade le 15 juillet 1793, et il est promu général de brigade le 8 avril 1794. Il se signale à la bataille de Tourcoing le 18 mai 1794, il commande Menin le 7 octobre, à Malines le 20 octobre suivant, puis il passe à l’armée de Sambre-et-Meuse. Le 13 juin 1795, il n’est pas compris dans la réorganisation des états-majors. Le 24 juin il est mis au commandement de Gand, puis d’Ostende.
Il reprend du service le 31 août 1795, à l’armée des côtes de Brest, et il est blessé le 17 février 1796, d’un coup de feu au ventre, à l’affaire du Haut-Luc.
Il meurt le 24 février 1796, à Blain

## Sources
- (en) « Generals Who Served in the French Army during the Period 1789 - 1814: Eberle to Exelmans »
- Jacques Charavay, Les généraux morts pour la patrie, 1792-1871 : notice biographiques, Au siège de la société, 1893, 160 p. (lire en ligne), p. 30.
- (pl) « Napoléon.org.pl »
- Georges Six, Dictionnaire biographique des généraux & amiraux français de la Révolution et de l'Empire (1792-1814) Paris : Librairie G. Saffroy, 1934.